# الجليلة (عبس)

تعديل مصدري - تعديل

الجليلة هي إحدى قرى عزلة قطبة بمديرية عبس التابعة لمحافظة حجة، بلغ تعداد سكانها 178 نسمة حسب تعداد اليمن لعام 2004.